# تبر سنت ماری ۳۰

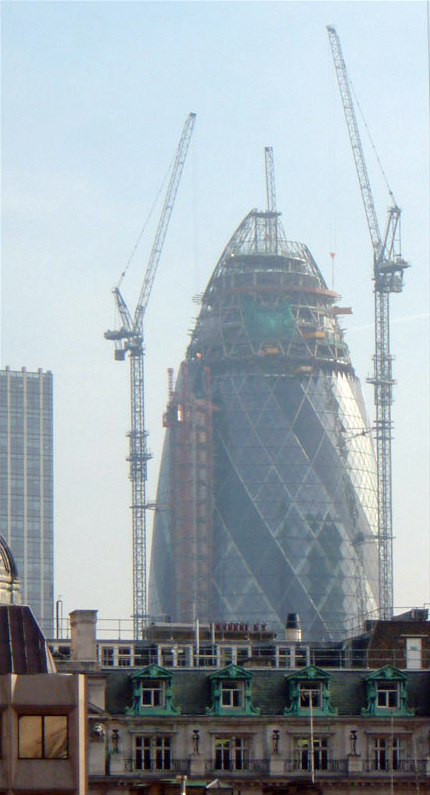
برج خیارشور، در حال ساخت

تبر سنت ماری ۳۰ (به انگلیسی: 30 St Mary Axe) یا ساختمان سوئیس ری (به انگلیسی: Swiss Re) سابق که به صورت غیررسمی، خیار ترشی (به انگلیسی: Gherkin) یا برج خیارشور نیز نامیده می‌شود، یک آسمان‌خراش است که در منطقه تجاری شهر لندن واقع شده‌است. این برج در دسامبر ۲۰۰۳ تکمیل شده و در اواخر می۲۰۰۴، افتتاح شد. این ساختمان در ۴۰ طبقه و با ارتفاع ۱۸۰ متر، در محل سابق ساختمان بالتیک اکسچنج ساخته شده‌است که در ۱۰ آوریل ۱۹۹۲ بر اثر انفجار بمبی که توسط ارتش موقت جمهوری ایرلند کار گذاشته شده بود، به شدت آسیب دیده بود.
پس از منتفی شدن ساخت برج میلنیوم، ساختمان کنونی، توسط نورمن فاستر و مهندسان آروپ طراحی شده و کار ساخت آن نیز توسط اسکانسکا در سال‌های ۲۰۰۱ تا ۲۰۰۳ انجام شد.

## ایده طراحی
نورمن فاستر به کمک تکنیک معماری پارامتریک توانست ساختمانی را که از نظر آیرودینامیک در مقابل باد حداقل مقاومت را دارد، طراحی کند و از خصوصیات بارز این ساختمان عدم مسدود کردن دید به محیط اطراف است وی با این طراحی اولین ساختمان پایدار را در شهر لندن طراحی کرد.

## استوانه‌های بادگیر
این ساختمان با دارا بودن ۶ محور استوانه‌ای مثل داکت تهویه عمل می‌کند که این استوانه‌ها که توسط شیشه‌های دو جداره از دیگر فضاها جدا شده‌اند مصرف انرژی ساختمان را نصف مقدار مصرف برج‌های مشابه با چنین زیربنایی کرده‌است.
استوانه‌های ذکر شده مانند بادگیر عمل می‌کنند که در تابستان هوای گرم را به خارج ساختمان هدایت می‌کنند و در زمستان‌ها با استفاده از سامانه گرمایش خورشیدی غیرفعال به گرمایش ساختمان کمک می‌کنند.
این استوانه‌ها علاوه بر سیستم تهویه در انتقال تابش خورشید به فضاهای اداری کمک می‌کنند که این مهم باعث می‌شود که مصرف روشنائی مصنوعی ۴۰ درصد در سال کاهش یابد.

## امکانات برج
پلان این برج شعاعی دوار می‌باشد که فضای اداری تا ۴۰۰۰ نفر را در خود جای می‌دهد و در بخش بیرونی ساختمان ۲۴ هزار مترمربع شیشه تشکیل شده‌است که این بخش شامل ۵۵۰۰۰ صفحه شیشه مثلثی شکل می‌شود که شیشه‌های خاکستری در عدم جذب تابش ناخواسته خورشید کمک می‌کند.
برج دارای ۲۴ آسانسور و دو پلکان عمودی ۱۰۳۷ پله‌ای است که آسانسورها تا طبقه ۳۴ هستند و از طبقه ۳۴ تا ۳۹ آسانسورهای دیگری که نیروی محرکه آنها از پائین به بالاست تعبیه شده‌اند.
در طبقه ۳۷ تا ۴۰ ساختمان رستوران و سالن‌های غذاخوری قرار دارند.

## خصوصیات سازه‌ای
شمع‌های سازه‌ای ساختمان تا ۲۷ متر عمق زمین فرورفته‌اند و ساختمان از ۱۰ هزار تن فولاد ساخته شده‌است که مقدار بار وارده بر هر ستون آن تا ۱۵۰۰ تن در نظر گرفته‌شده‌است.
بادبندهای مورب این ساختمان درنمای ساختمان دیده می‌شوند که فضای بدون ستون را برای پلان درونی اش به ارمغان آورده‌اند.

## نگارخانه

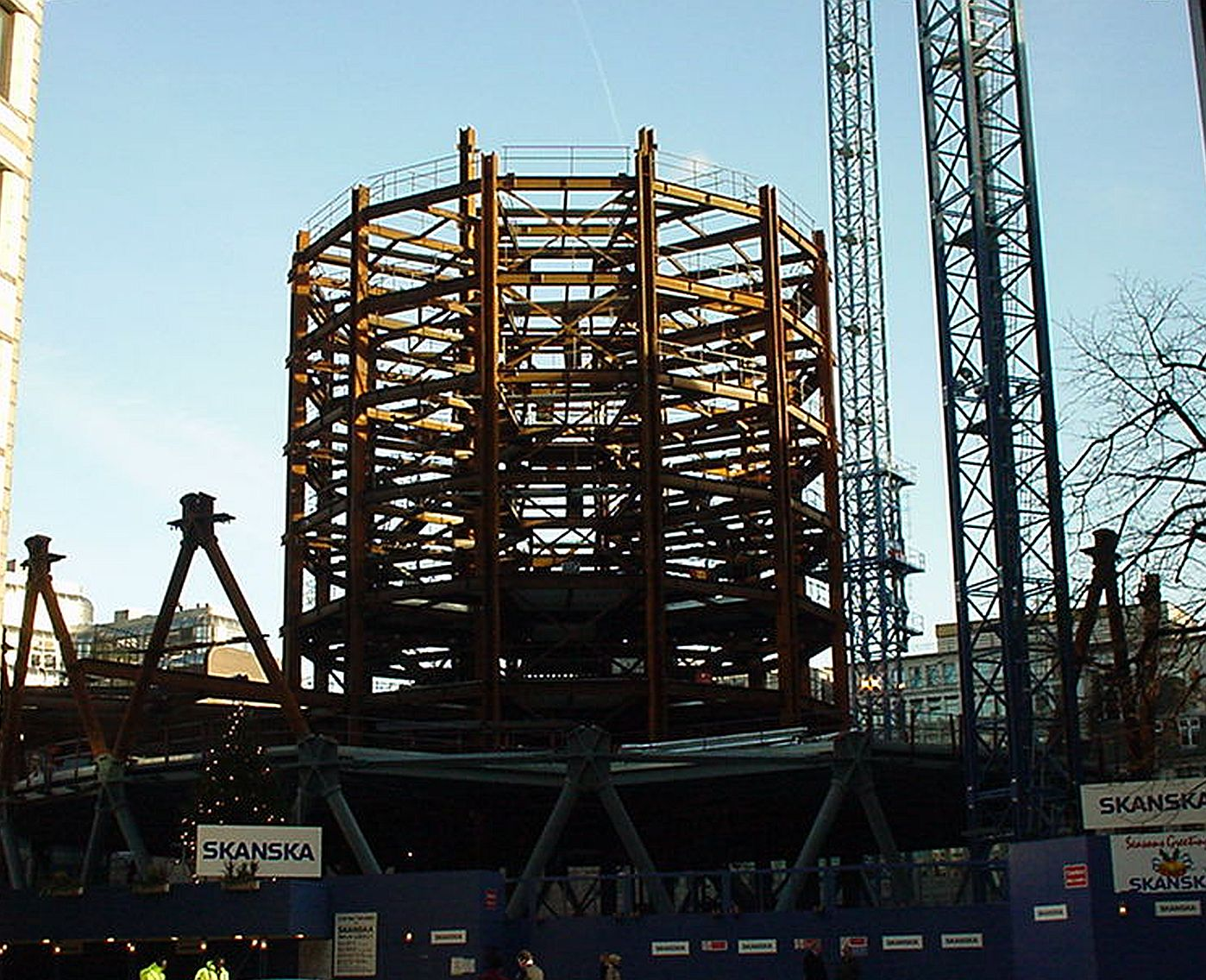
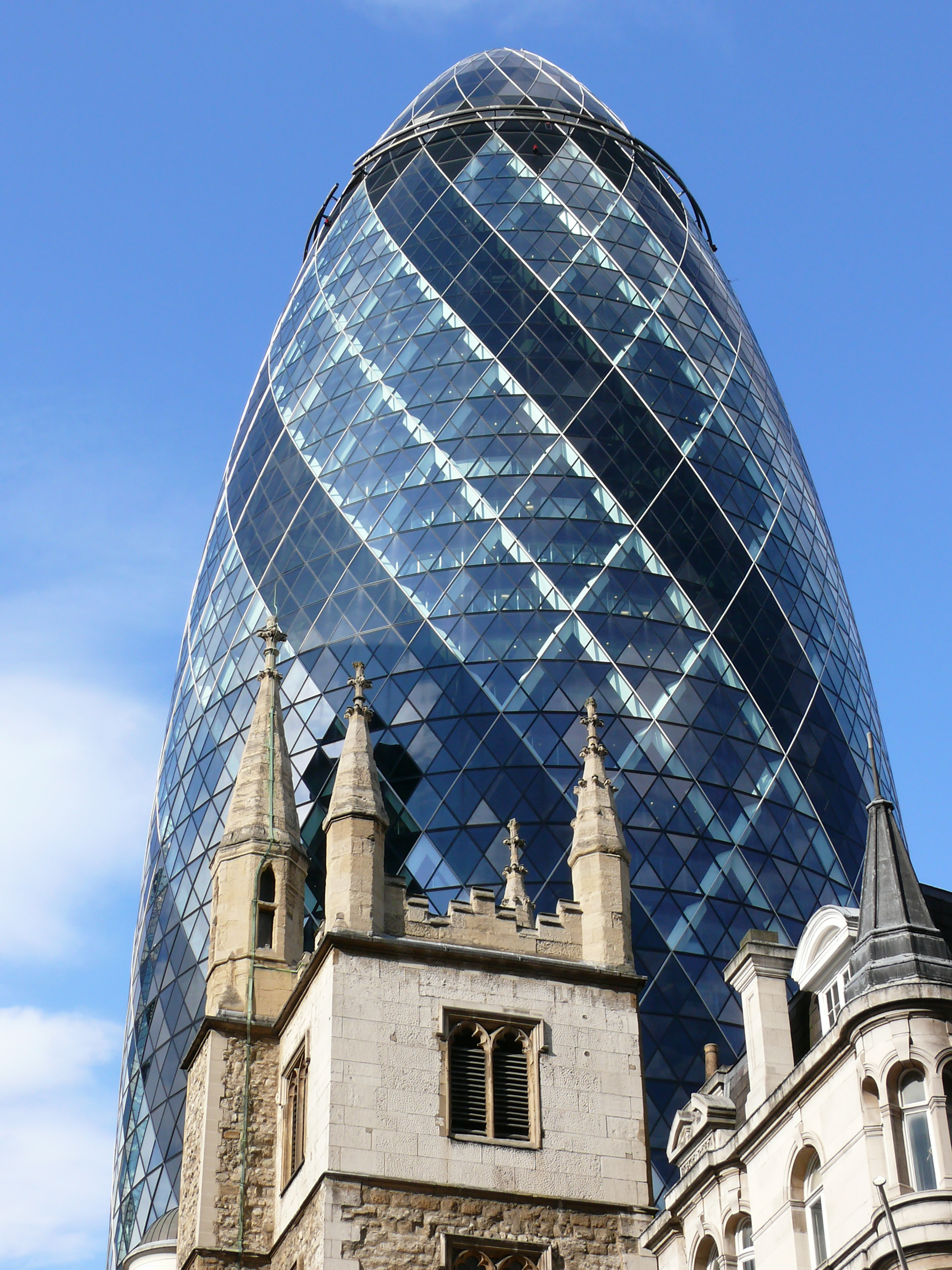
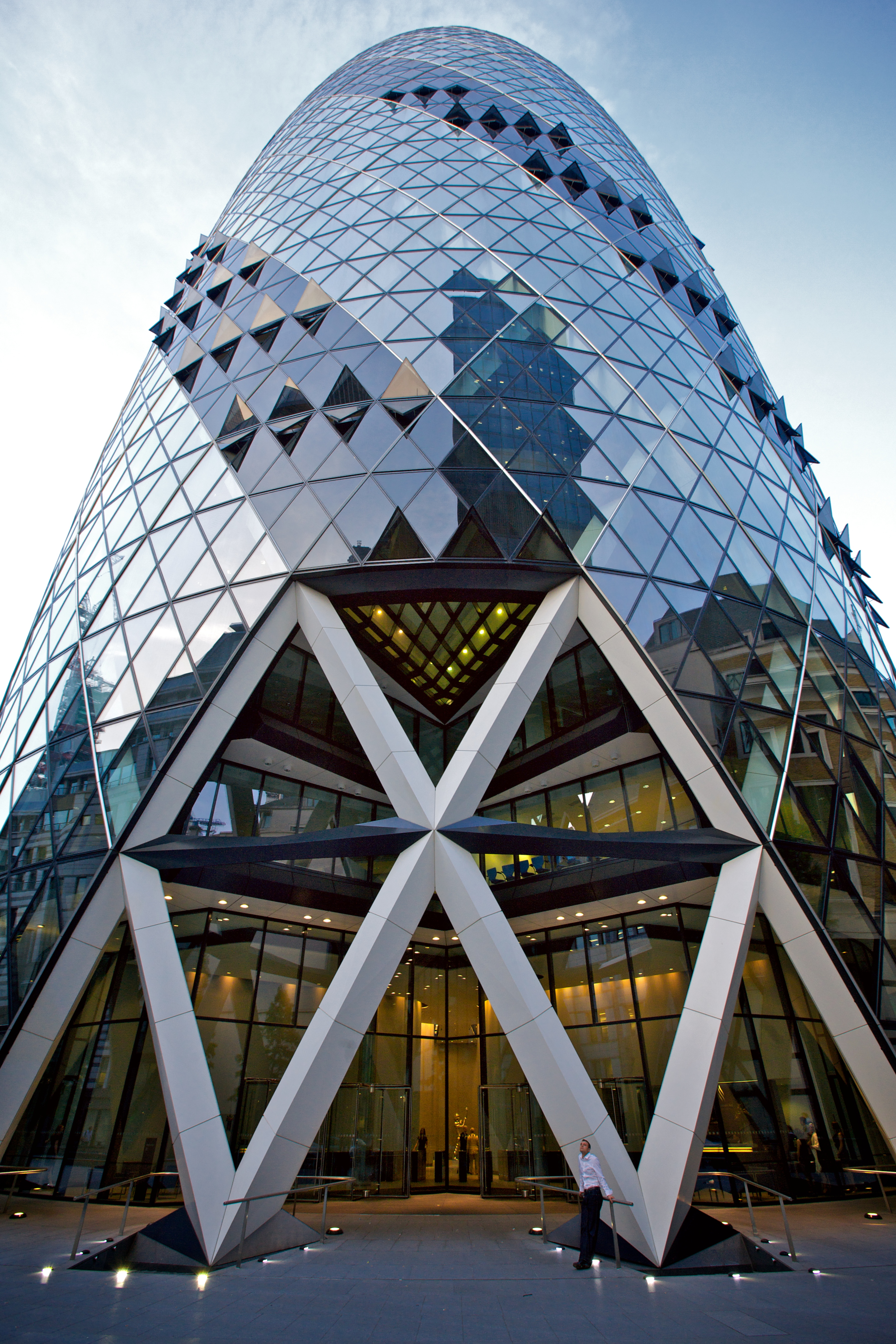
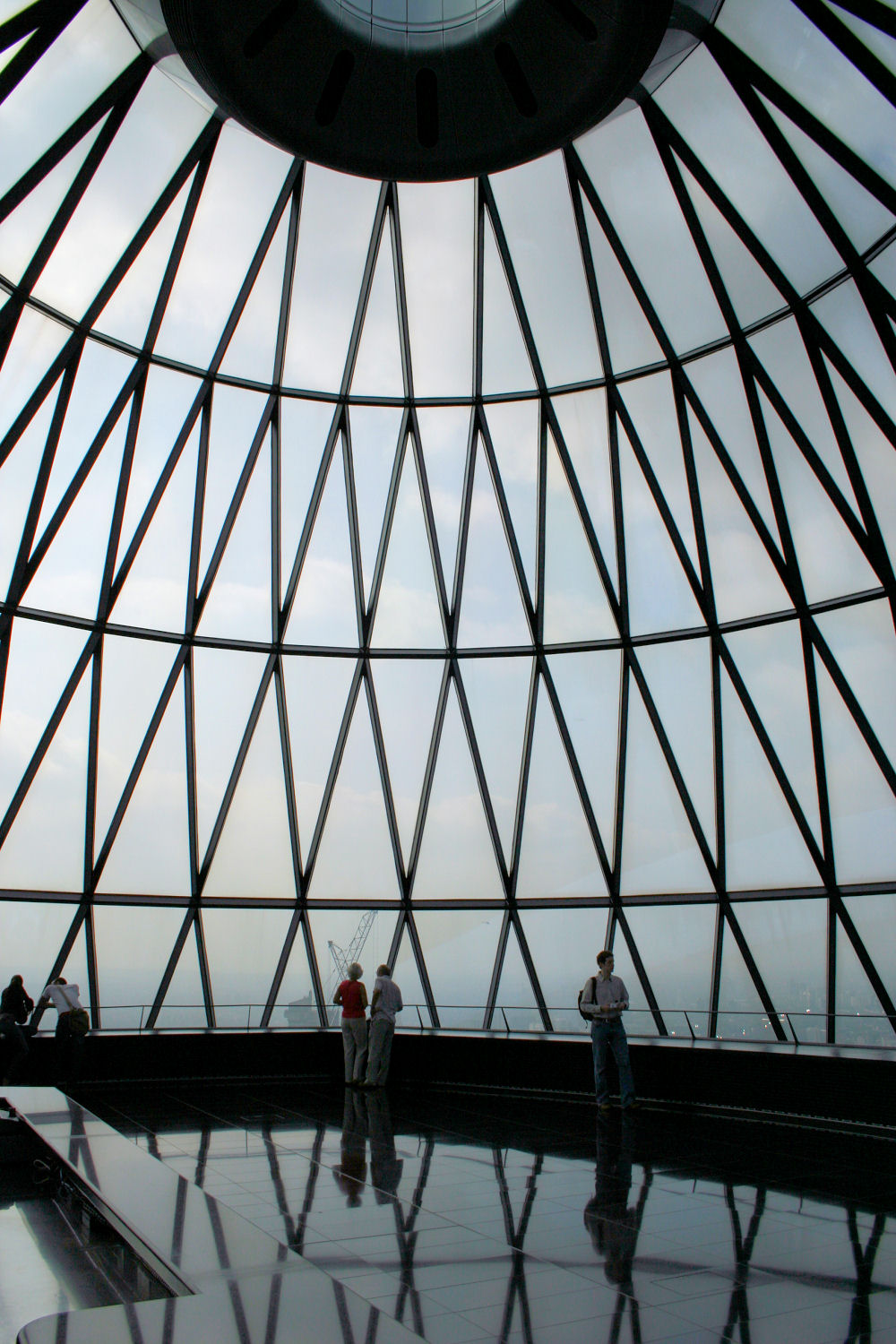
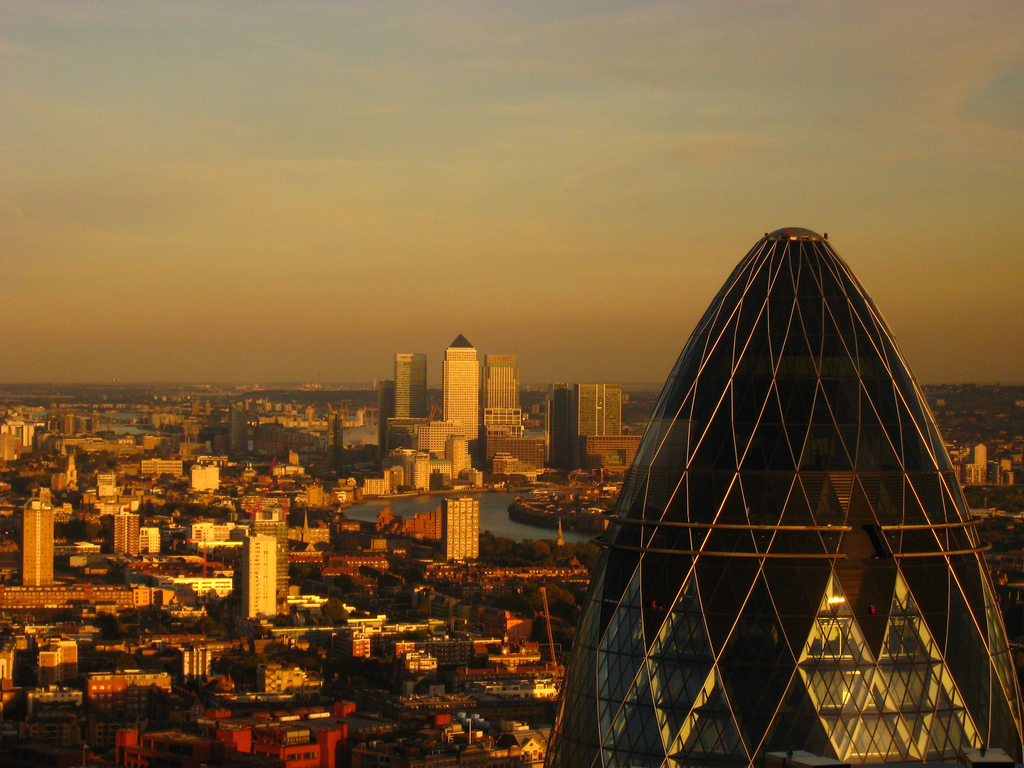